# Autographa baltica
Autographa baltica là một loài bướm đêm trong họ Noctuidae.